# Wjatscheslaw Alexejewitsch Golubzow
Wjatscheslaw Alexejewitsch Golubzow (russisch Вячеслав Алексеевич Голубцов; * 10. April 1894 in Nischni Nowgorod; † 18. Oktober 1972 in Moskau) war ein russischer Wissenschaftler und Spezialist auf dem Gebiet der Wärmetechnik.

## Biografie
Wjatscheslaw Alexejewitsch Golubzow war am 10. April (29. März im alten Stil) 1894 in Nischni Nowgorod in der Familie eines Lehrers geboren. Er war ein Bruder Waleria Golubzowas, der Frau des sowjetischen Staatsmannes Georgi Maximilianowitsch Malenkow.
In den Jahren 1913–1915 arbeitete er in Pawlowski Posad als Mechaniker und Techniker im Elektrogorsker Kraftwerk, das eines der ersten Kraftwerke in Russland war. In den Jahren 1915–1918 diente er in der Kaiserlichen Russischen Armee. In den Jahren 1918–1922 arbeitete er wieder im Elektrogorsker Kraftwerk: zuerst als Assistent des Leiters der Elektrizitätsabteilung, dann als Assistent des Leiters des Kraftwerks.
Im Jahr 1925 absolvierte Golubzow das Leningrader Elektrotechnische Institut mit einem Abschluss auf dem Gebiet der Kraftwerkstechnik. Er war seit 1931 Mitglied der KPdSU. Bis 1937 arbeitete er in leitenden Positionen beim Bau und Betrieb von Kraftwerken in Leningrad, Wolchowstroj, Kaschira, Tscheljabinsk, Dneprodserschinsk und in anderen Städten. In den Jahren 1931–1933 war er Chefingenieur und stellvertretender Geschäftsführer von Mosenergo. Seit 1937 wurde er stellvertretender Chefingenieur von Glavenergo; 1939–1945 war er stellvertretender Leiter der technischen Abteilung des Volkskommissariats für Kraftwerke der UdSSR.
Seit 1944 arbeitete er am Moskauer Energetischen Institut und wurde 1945 Professor. Er lehrte an der Abteilung Kesselanlagen. Im Jahr 1947 organisierte er und leitete bis 1964 die Abteilung für Wasser- und Brennstofftechnologie. Seit 1964 war er Professor-Berater des MEI.
Er war korrespondierendes Mitglied der Akademie der Wissenschaften der UdSSR (1953) sowie Stalinpreisträger des III. Grades (1950).
Er starb am 18. Oktober 1972 in Moskau.